# Савастюк, Антон Иванович
Антон Иванович Савастюк (1927—1998) — советский и белорусский учёный-философ, доктор философских наук, профессор.  Член-корреспондент Академии наук Белорусской ССР (1989;  НАН Беларуси с 1991).  Участник Великой Отечественной войны.

## Биография
Родился 1 мая 1927 года в деревне Боровое, Минской области.
В 1944 года призван в ряды РККА, участник Великой Отечественной войны. За участие в войне в 1945 году был награждён Медалью «За отвагу», в 1985 году — орденом Отечественной войны 2-й степени. 
С 1950 по 1955 годы обучался на философском отделении Белорусского государственного университета. С 1955 по 1958 годы работал в системе народного образования: с 1955 по 1956 годы — школьный инспектор Дзержинского района Минской области, с 1956 по 1958 годы — заместитель заведующего и заведующий отделом агитации и пропаганды  Дзержинского районного комитета Коммунистической партии Белоруссии.
С 1961 по 1962 годы — младший научный сотрудник, с 1962 по 1968 годы — учёный секретарь, с 1968 по 1989 годы — заместитель директора по научной работе Института философии и права АН БССР. С 1989 по 1992 годы — руководитель отдела проблем социального развития, с 1992 по 1997 годы — советник директора, с 1997 по 1998 годы — главный научный сотрудник Отдела фундаментальных междисциплинарных проблем организации и управления Института философии Национальной академии наук Беларуси. А. И. Савастюк занимался научными исследованиями в области политологии и социальной философии. А. И. Савастюк являлся автором трёх монографий и более 57 научных работ связанных с вопросами исследования закономерностей становления социализма, по вопросам ленинской теории социалистической революции и тенденциям  дальнейшего разрешения основного противоречия современной эпохи
В 1955 году защитил диссертацию на соискание учёной степени кандидата философских наук по теме: «Основные закономерности полной и окончательной победы социализма в СССР », в 1982 году — докторскую диссертацию на тему: «Основное противоречие эпохи перехода от капитализма к социализму: Содержание, закономерности разрешения». В 1985 году решениями ВАК С. Б. Михалёву было присвоено учёное звание — профессор.
В 1986 году А. И. Савастюк был избран член-корреспондентом Академии наук Белорусской ССР, с 1991 года — Национальной академии наук Беларуси.
Умер 10 июля 1998 года в Минске.

## Награды
- Орден Отечественной войны II степени (06.04.1985[2])
- Орден Знак Почёта (1966[1])
- Медаль «За отвагу» (СССР) (1945[1])